# 比利基夫齊
49°7′23″N 28°2′8″E / 49.12306°N 28.03556°E
比利基夫齊（烏克蘭語：Біликівці），是烏克蘭的村落，位於該國西南部文尼察州，由日梅林卡區負責管轄，始建於1438年，面積1.82平方公里，海拔高度291米，2001年人口539，人口密度每平方公里296.81人。